# Fabien Boudarène
Fabien Boudarène (né le 5 octobre 1978 à Saint-Étienne) est un footballeur français évoluant en milieu de terrain, mesurant 1,78 m pour 73 kg.
Fabien Boudarène a disputé 174 matches en Ligue 1, et 152 en Ligue 2 il a joué 18 matchs de Coupe de l'UEFA avec le FC Sochaux et le Litex Lovech ( Bulgarie ) et 6 matchs en inter-toto. Il a aussi joué en Ligue 1 (Ligue 1) dans le championnat bulgare et dans le championnat roumain.

## Biographie
Surnommé « le rouleau compresseur » par Robert Nouzaret, il participe activement à la remontée des Verts en Ligue 1 lors de la saison 1998-1999. Le 31 juillet 1999, il découvre la Ligue 1 lors d'un match sur le terrain de l'AS Monaco en remplaçant Kader Ferhaoui dans le dernier quart d'heure. Le 19 novembre, il inscrit son premier but en D1 sur le terrain des Girondins de Bordeaux. À la fin de la saison 2000-2001, les stéphanois étant relégués, il quitte sa ville natale pour le FC Sochaux, alors promu en D1. Jean Fernandez puis Guy Lacombe lui font alors confiance.
Fabien Boudarène prend sa retraite sportive en 2014 après plusieurs passages dans des clubs amateurs, il fait alors parler de lui grâce à la musique durant quelque temps en participant notamment à l'émission The Voice. Il devient par la suite recruteur pour l'émission (ainsi que sa version Kids) dans la région stéphanoise,.
En 2016 il devient l'entraineur de Lure en R3, il parviendra à hisser le club jusqu’en R1 en 2021-2022 avec  également la même année une demi-finale en coupe bourgogne Franche comté en éliminant au passage 3 équipes de N3.
Fraichement promu en R1 il gagne la coupe de la Haute-Saône en 2022-2023.

## Activités extra-sportives
Boudarène pratique également la batterie le piano et surtout la guitare . Il chante depuis toujours . Autodidacte il compose et écrit ses propres chansons .
Lien Youtube pour découvrir son univers musical  https://www.youtube.com/user/fabienboudarenebibi .
Lien Facebook Musical https://www.facebook.com/fabienboudarenebibi.fr

## Carrière d'entraîneur
- 2014-2015
- :  Roche St-Genest Entraîneur
- Seniors 2 Première Division et U19b Promotion Excellence

- 2015-2016
- :  Roche St-Genest Entraîneur
- Seniors 2 Première Division et U16b Promotion Excellence

- 2016 -2017
- :  Jeunesses Sportives Luronnes Entraîneur
- Seniors A LR3

- 2017-2018
- :  Jeunesses Sportives Luronnes Entraîneur
- Senior A R2

- 2018-2019
- :  Jeunesses Sportives Luronnes Entraîneur
- Senior A R3

- 2019-2020
- Jeunesse Sportives Luronnes Entraîneur
- Senior A R2

- 2020-2021
- Jeunesse Sportives Luronnes Entraîneur

- Senior A R2

- 2021-2022
- Jeunesse Sportives Luronnes Entraîneur

- Senior A R2

- 2022-2023
- Jeunesse Sportives Luronnes Entraîneur

- Senior A R1
- 2023-2024
- ASC Saint-Apollinaire
- Senior A R1
- FC Villars - L’Isle-sur-le-Doubs
- Senior A R2
- 2024-2025

## Palmarès

### Palmarès de joueur
- 1/2 Finaliste Championnat d'Europe en Belgique Avec l'équipe de France -16ans
- 44 Sélections en équipe de France de -15ans a -23ans
- Champion de France -17ans avec Saint-Etienne
- Champion de France de D2 en 1999 avec Saint-Étienne
- Finaliste des Jeux de la Francophonie au Canada en 2001 avec l'équipe de France -23 ans
- Finaliste de la Coupe de la Ligue en 2003 avec Sochaux
- Vainqueur de la Coupe de la Ligue en 2004 avec Sochaux
- Finaliste de la Coupe de Bulgarie en 2007 avec Litex Lovetch
- Vainqueur de la Coupe de Bulgarie en 2008 avec Litex Lovetch
- Finaliste de la Coupe de la Ligue 2009 avec Vannes

### Palmarès d'entraîneur
- Champion U19 promotion excellence saison 2014/2015 avec Football Club Roche Saint Genest

- Champion U16 promotion excellence saison 2015/2016 avec Football Club Roche Saint Genest

- Champion Senior 2 Première Division saison 2015/2016 avec Football Club Roche Saint Genest

- Montée en Régional 2 Senior A LR3 saison 2016/2017 Avec La JS Lure

- Champion R3 Senior A saison 2018/2019 montée en R2 avec la JS Lure

- Champion R2 Senior A saison 2021/2022 montée en R1 avec la JS Lure
- Vainqueur de la coupe de la Haute Saône 2022/2023
- Champion R1 Senior A saison 2023/2024 avec Asc Saint-Apollinaire